# Matapí
Els Matapí (també coneguts com jupichiya o upichia) són un poble indígena amazònic colombià que habita en la part sud del Departament de l'Amazones, sobre l'Alt Riu Mirití-Apaporis. Conviuen amb els yukuna; i, en el territori on habiten, caracteritzat per ser selva humida tropical, també habiten els pobles carijona, cubeo, makuna, miraña i tanimuca.

## Història
Habitants d'una àrea marginal fronterera, es van veure afectats per les incursions portugueses i espanyoles primer i després de les primeres dècades del segle xix per la presència de colombians, peruans i brasilers. Cap al 1900 el creixement de l'explotació del cautxú es va traduir en la instal·lació de la Casa Arana i de l'establiment de Campo Amor, que es convertiria en el principal centre de producció de cautxú de la regió. La demanda intensa de treball i la guerra colombo-peruana van impulsar la concentració dels matapí al voltant dels camps i els mètodes despietats d'explotació es reflectien ja al començament de la dècada de 1930 en una dramàtica reducció de la població. A mitjan dècada de 1980 l'explotació d'or (i en menor mesura de fustes, espècies, cacau, etc.) al baix Apaporis, el baix Caquetá i Mirití-Paraná, es va traduir en un nou i violent procés d'extermini i dispersió dels pobles del territori amazònic.

## Llenguatge
La família lingüística d'aquesta llengua no està definitivament determinada. Uns especialistes diuen que correspon a la família lingüística Tucano Oriental, uns altres a la família lingüística arawak.

## Característiques de la seva cultura
En la cultura matapí, com en les dels seus veïns, la figura del xaman té fonamental importància i l'ús de les plantes sagrades és essencial. El ritual més destacat és el Yuruparí, encara que celebren les més de deu estacions de l'any que reconeixen i l'època d'hivern (cap al solstici de juny), i que fan referència al producte que obtenen (fruits, insectes i rèptils).
La seva estructura social és jeràrquica i patrilineal.
El mite matapí dels seus orígens afirma que després del diluvi que va exterminar als primers éssers, de forma animal, van sorgir els primers homes. El cosmos, circumdat per un riu còsmic en què naveguen en canoes el Sol i la Lluna, en un símil de la cònica maloca (l'habitatge tradicional), consisteix en plats circulars superposats units per corrents d'aire, aigua, fum i llum. Els sis cels s'identifiquen amb el pensament, l'energia masculina i el fred; la terra, regida per Ñamatu, la Mare-Terra, amb l'energia femenina i la calor.
L'habitatge tradicional és l'esmentada maloca; és comunal i encara que manca de divisions físiques presenta una organització dels seus espais en funció tant de les activitats quotidianes o rituals com dels rols i jerarquies, així com reflecteix la cosmovisió dels matapí. Té un responsable o amo ("maloquero"), el lideratge del qual està basat en la seva primogenitura i conviuen amb els seus germans, dona i fills.
Rols i jerarquies són hereditàries: cada fill hereta una funció i un estatus (maloquer, xaman, etc. els homes, "propietària de maloca", terrissaire, escombrariaire, cuinera, coquera, treballadora de la iuca, etc. les dones).
La principal activitat econòmica és l'horticultura d'artigatge i la iuca amarga el principal cultiu. Practiquen també la caça, la pesca i la recol·lecció.

## Població
Segons el cens colombià del 2005 la població matapí ascendia a només 71 persones. Segons altres fonts ascendeix a 220 persones.